# 秋山次郎
秋山 次郎（あきやま じろう、1977年11月23日 - ）は、日本棋院東京本院所属の囲碁棋士。九段。東京都世田谷区出身。菊池康郎に師事。主な実績に、NEC俊英囲碁トーナメント戦優勝、天元戦挑戦者など。

## 経歴
小学校1年で母方の叔父の影響で囲碁を始める。兄と共に碁会所に通ううち、転居を経て小学3年で菊池康郎の紹介を経て、緑星囲碁学園に通うようになる。同学園では、同学年の溝上知親や後に入園してきた1級下の山下敬吾と切磋琢磨し実力をつける。1988年小学5年の時に少年少女囲碁大会3位入賞。1992年入段。
1994年竜星戦予選で6連勝して本戦入りしベスト4進出、38勝6敗で全棋士勝率1位、四段。1996年五段。1997年六段。1998年棋聖戦六段戦優勝、選抜トーナメント戦を勝ち抜いて最高棋士決定戦に出場、棋道賞新人賞受賞。1998年NEC俊英囲碁トーナメント戦ベスト4、JT杯星座囲碁選手権戦射手座の部準優勝。2001年、第27期天元戦挑戦者決定戦進出。2002年NEC俊英トーナメント戦準優勝、天元戦本戦ベスト4、八段。2003年NEC俊英囲碁トーナメント戦で優勝し、自身初タイトル獲得。第28期碁聖戦挑戦者決定戦進出。2008年、通算500勝達成。2009年 十段戦敗者組決勝進出、棋聖戦リーグ入りしBリーグ4勝1敗で張栩と同率となるが順位差でリーグ2位となる。
2010年天元戦ベスト8、十段戦本戦ベスト4、アジア大会団体戦2位。2011年NHK杯テレビ囲碁トーナメントベスト4。2012年天元戦本戦ベスト4、大和証券杯ネット囲碁オープンベスト4、勝星規定により九段昇段。
2013年山下敬吾を決勝で下して天元戦の挑戦権を獲得、挑戦手合では井山裕太に0-3で敗退。碁聖戦本戦ベスト4。
2018年、第43期棋聖戦Bリーグで首位となり挑戦者決定トーナメントに進出。2020年、第68期王座戦本戦ベスト8。2023年、第49期天元戦本戦ベスト8。
2024年、第7回SGW杯中庸戦で優勝し、自身2つ目のタイトルを獲得。
2006-2007年に『碁ワールド』誌で講座「正しい石の方向感覚」連載。

## 主な戦績

### 獲得タイトル
- NEC俊英囲碁トーナメント戦 2003年・第17期
- SGW杯中庸戦 2024年・第7回

### その他の成績
- 棋聖戦
  - 六段戦優勝（1998年第23期）
  - リーグ入り 3期（2009年第34期4-1、2010年第35期1-4、2011年第36期1-4）※2リーグ制期
  - 挑戦者決定トーナメント進出 1期（2019年第43期Bリーグ1位）※4段階リーグ方式期
- 天元戦 挑戦手合進出 1期（2013年第39期、井山裕太に0-3）、挑戦者決定戦進出 1期（2001年第27期）、本戦ベスト4 2期（2002年第28期、2012年第38期）
- 碁聖戦 本戦ベスト4 1期（2013年第38期）
- 十段戦 本戦ベスト4 2期（2009年第47期、2010年第48期）
- NEC俊英囲碁トーナメント戦 準優勝（2002年第16期）
- 本因坊秀策杯 優勝（2009年第13回）※非公式戦
- ペア碁選手権戦 準優勝（2015年第21回、鈴木歩とペア）※非公式戦

### 受賞歴
- 棋道賞 新人賞（1998年）

## 著書
- 序盤の死活 実戦頻出29型徹底解説（マイナビ出版、2011年7月26日）
- 基礎からわかる 辺の打ち込みの教科書（マイナビ出版、2014年2月25日）
- 基礎からわかる 隅の打ち込みの教科書（マイナビ出版、2014年9月27日）
- 打ち込みの成立条件（誠文堂新光社、2014年12月8日）
- 攻めで圧倒する! 三連星のススメ（マイナビ出版、2017年4月26日）
- プロが勧める簡明戦術! 囲碁・白番で勝つ方法（マイナビ出版、2018年4月23日）